# Anonimowi Alkoholicy

Logo Anonimowych Alkoholików

Anonimowi Alkoholicy (AA, ang. Alcoholics Anonymous) – dobrowolne, samopomocowe grupy osób uzależnionych od alkoholu etylowego, tworzone w celu utrzymania trzeźwości własnej i wspomagania innych alkoholików w jej osiąganiu. Podstawą filozofii AA jest dwanaście kroków AA.
Na dzień 1 stycznia 2013 roku General Service Office of Alcoholics Anonymous (Główne Biuro Służb AA, w polskim AA używa się nazwy Biuro Usług Ogólnych) oszacowało, że w 114 642 grupach spotyka się 2 131 549 członków. Grupy spotykają się w co najmniej 170 krajach, a w 63 z nich funkcjonują autonomiczne biura służby krajowej.

## Preambuła AA

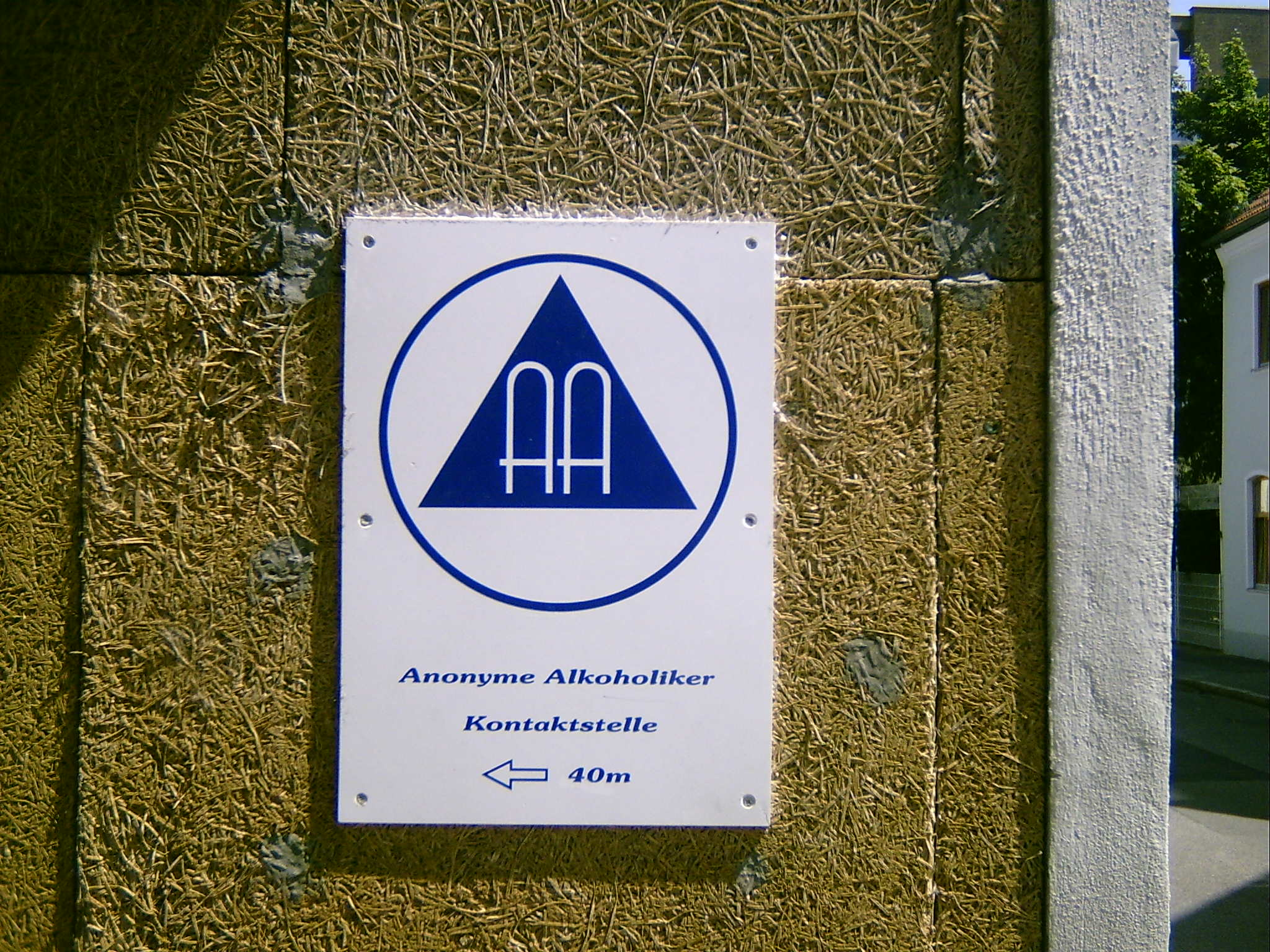
Plakietka informująca o miejscu spotkania grupy

Tekst „Preambuły” odczytywany jest zwykle na początku spotkania Anonimowych Alkoholików (mityngu AA), przed przejściem do wypowiedzi na uzgodnione, obrane przez grupę tematy:

Anonimowi Alkoholicy są wspólnotą mężczyzn i kobiet, którzy dzielą się nawzajem doświadczeniem, siłą i nadzieją, aby rozwiązywać swój wspólny problem i pomagać innym w wyzdrowieniu z alkoholizmu.
Jedynym warunkiem uczestnictwa we wspólnocie jest chęć zaprzestania picia. Nie ma w AA żadnych składek ani opłat, jesteśmy samowystarczalni poprzez własne dobrowolne datki.
Wspólnota AA nie jest związana z żadną sektą, wyznaniem, działalnością polityczną, organizacją lub instytucją, nie angażuje się w żadne publiczne polemiki, nie popiera ani nie zwalcza żadnych poglądów.
Naszym podstawowym celem jest trwać w trzeźwości i pomagać innym alkoholikom w jej osiągnięciu.

przedrukowano za zgodą AAWS
Anonimowi alkoholicy są anonimowi, ponieważ wspólnota AA rządzi się zasadami, a nie jest rządzona przez osoby. Anonimowość gwarantuje, że imię, nazwisko, praca, zawód nie zostaną ujawnione.
Wspólnota AA nie angażuje się w publiczne polemiki, nie zajmuje stanowiska w jakichkolwiek sporach. Najważniejszym celem dla uczestników jest pozostać trzeźwym i pomagać innym alkoholikom osiągnąć trzeźwość.

## Jakich działań nie podejmuje AA
- nie rejestrują uczestników;
- nie angażują się w badania ani ich nie finansują;
- nie włączają się do jakichkolwiek komisji czy agend społecznych;
- nie śledzą ani nie kontrolują swoich uczestników;
- nie stawiają diagnoz lekarskich i nie udzielają porad psychiatrycznych;
- nie dają leków i nie zapewniają zwolnień lekarskich, usług pielęgniarskich, sanatoryjnych, zatrudnienia;
- nie oferują usług religijnych;
- nie pomagają w sprawach mieszkaniowych, życiowych, finansowych i socjalno-bytowych;
- nie udzielają porad rodzinnych ani zawodowych;
- nie obiecują nikomu rozwiązania problemów życiowych.

Anonimowi Alkoholicy pokazują jedynie, w jaki sposób uczestnicy sami nauczyli się żyć bez alkoholu. Konsekwentnie nie zabraniają też swoim uczestnikom indywidualnego i prywatnego angażowania się w powyższe przedsięwzięcia zawodowo lub społecznie.

## Historia

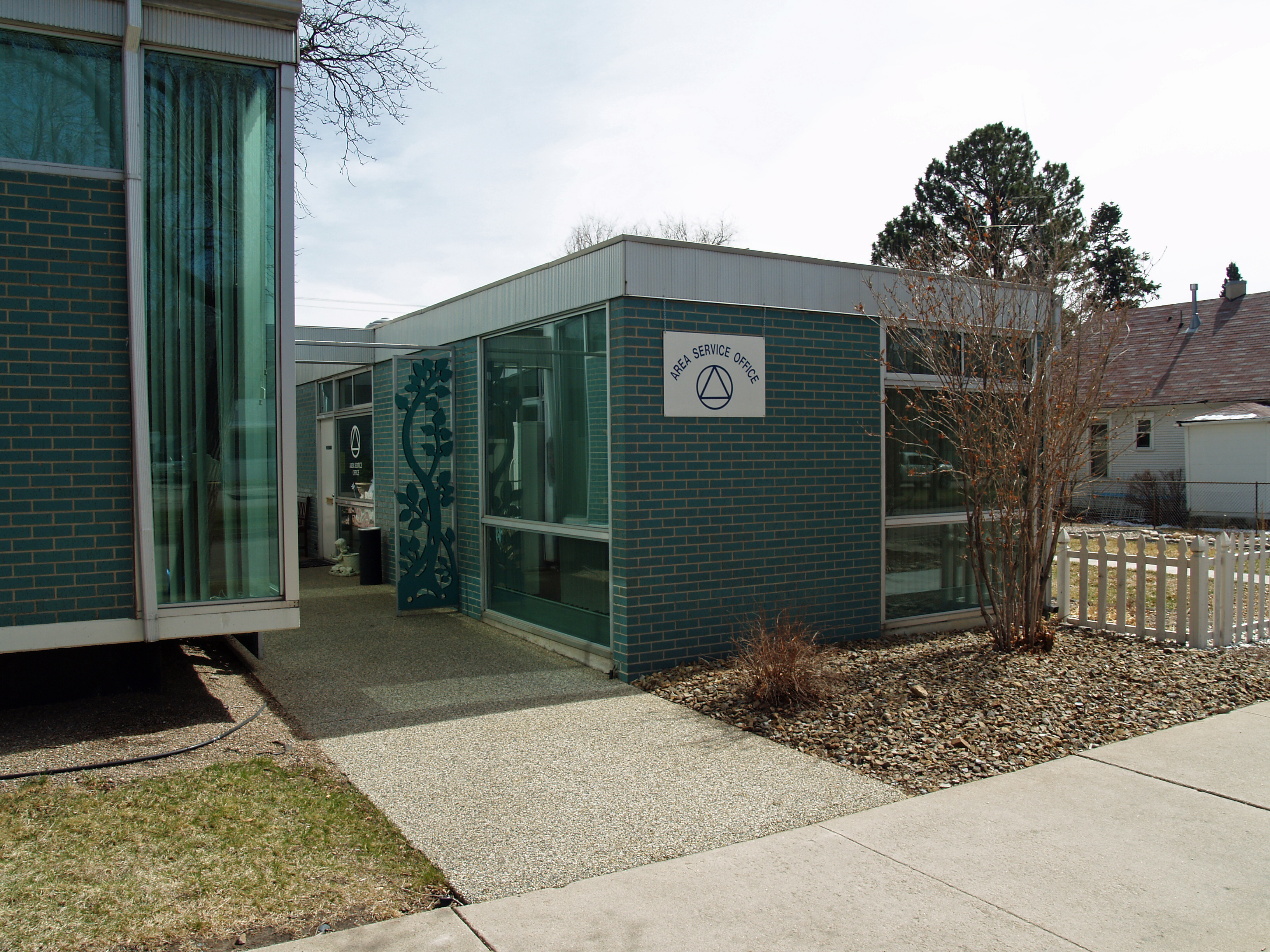
Jedno z regionalnych biur służb w USA

### Na świecie
Miejscem założenia AA były Stany Zjednoczone. Inicjatorem był makler giełdowy Bill Wilson. Drugim współzałożycielem był dr Bob Smith. Jego pierwszy dzień nieprzerwanej trzeźwości 10 czerwca 1935 roku uważa się za symboliczną datę narodzin ruchu.
Swoje korzenie organizacyjne ruch miał w grupach oksfordzkich. Po odłączeniu się od nich ok. 1938 roku, gdy spotykały się już trzy (jeszcze bezimienne) grupy, ich uczestnicy zdecydowali się spisać swoje doświadczenia. W 1939 roku ukazała się książka Anonimowi Alkoholicy i od jej tytułu wziął swoją nazwę cały ruch.
W 1940 roku powstaje pierwsze biuro do obsługi ruchu. Publikacje artykułów w prasie i życzliwy stosunek wielu lekarzy sprawiły, że na początku lat 40. ruch zaczął się szybko rozwijać. Na jubileuszowym zjeździe w Saint Louis w 1955 roku Bill W. i pozostali weterani przekazując wszystkie sprawy związane z ruchem jemu samemu. Ważny wątek w historii ruchu była interwencja listowna szwajcarskiego psychiatry, prof. Carla Gustava Junga, który pisząc do Billa W. zaproponował mu hasło spiritus contra spiritum.
Pierwszy dzień nieprzerwanej trzeźwości doktora Boba
W ostatnich latach pojawiły się nowe, zatwierdzone przez Służby Światowe AA publikacje dotyczące historii Wspólnoty Anonimowych Alkoholików. I tak Fundacja Biuro Służby Krajowej AA w Polsce wydała książkę Przekaż dalej. Zawiera ona Kalendarium, a w nim, na stronie 435 informację: „10 czerwca: ostatni kieliszek doktora Boba”. W treści książki sytuacja ta jest opisana dokładniej. Doktor Bob pił poprzedniego dnia i 10 czerwca trząsł się tak, że żeby móc przeprowadzić operację, musiał się napić. Dostał w tym celu piwo (od Billa W.) i bliżej niezidentyfikowane środki uspokajające (psychotropowe?).

### W Polsce
Pierwsze informacje do Polski dotarły ok. 1957 roku. W poznańskim czasopiśmie „Trzeźwość” młody socjolog dr Zbigniew Wierzbicki opublikował 12 tradycji. Cenzura zatrzymała 12 kroków ze względu na odwołanie się do Boga w trzech miejscach.
Początki ruchu też wiążą się z Poznaniem. Pod koniec lat 60. psycholog mgr Maria Grabowska zaczęła prowadzić zajęcia grupowe oparte na założeniach programu 12 kroków. Grupa ta zaczęła samodzielnie funkcjonować na jesieni 1974 roku, a później przyjęła nazwę „Eleusis”, i tę datę uznają polscy AA za swój początek.
Do 1980 roku powstało 5 grup. W 1982 roku, przy okazji organizowanej przez Instytut Psychoneurologiczny (dzisiejszy Instytut Psychiatrii i Neurologii) w Warszawie konferencji Klubów Abstynenckich, odbyło się pierwsze ogólnopolskie spotkanie grup AA, na którym powołano 6-osobową Tymczasową Krajową Służbę Anonimowych Alkoholików.
W 1984 roku w Poznaniu odbył się Pierwszy Zjazd Wspólnoty AA w Polsce. Uczestniczyli w nim przedstawiciele 34 (według innych źródeł – 38) grup AA. Wybrano wówczas pierwsze struktury służebne i nawiązano kontakt z europejskim AA. Kolejne Zjazdy AA miały miejsce w Zawierciu (1986) i we Wrocławiu (1988).
W 1985 roku zaczęło ukazywać się pierwsze czasopismo, które później po połączeniu się ze „Zdrojem” daje początek obecnemu dwumiesięcznikowi „Zdrój”. 14 sierpnia 1995 roku została zarejestrowana fundacja „Biuro Służby Krajowej Anonimowych Alkoholików w Polsce” i otrzymała upoważnienie do publicznego reprezentowania AA również jako osoba prawna. Fundatorami zostali psycholog mgr Maria Matuszewska z Poznania i lekarz Bohdan Woronowicz z Warszawy.

## Dwanaście kroków AA
To rdzeń programu AA. Zbiór zaleceń, które systematycznie stosowane i wymieniane z innymi uczestnikami mają pomóc uczestnikowi wspólnoty wyzwolić się z uzależnienia.

## Dwanaście tradycji AA
To podstawowe reguły według których grupy funkcjonują, kontaktują się pomiędzy sobą oraz „światem zewnętrznym”:
1. Nasze wspólne dobro powinno być najważniejsze, wyzdrowienie każdego z nas zależy bowiem od jedności Anonimowych Alkoholików.
2. Jedynym i najwyższym autorytetem w naszej wspólnocie jest miłujący Bóg, jakkolwiek może się On wyrażać w sumieniu każdej grupy. Nasi przewodnicy są tylko zaufanymi sługami, oni nami nie rządzą.
3. Jedynym warunkiem przynależności do AA jest pragnienie zaprzestania picia.
4. Każda grupa powinna być niezależna we wszystkich sprawach, z wyjątkiem tych, które dotyczą innych grup lub AA jako całości.
5. Każda grupa ma jeden główny cel, nieść posłanie alkoholikowi, który wciąż jeszcze cierpi.
6. Grupa AA nigdy nie powinna popierać, finansować ani użyczać nazwy AA żadnym pokrewnym ośrodkom ani jakimkolwiek przedsięwzięciom, ażeby problemy finansowe, majątkowe lub sprawy ambicjonalne nie odrywały nas od głównego celu.
7. Każda grupa AA powinna być samowystarczalna i nie powinna przyjmować dotacji z zewnątrz.
8. Działalność we wspólnocie AA powinna na zawsze pozostać honorowa, dopuszcza się jednak zatrudnianie niezbędnych pracowników w służbach AA.
9. Anonimowi Alkoholicy nie powinni nigdy stać się organizacją; dopuszcza się jednak tworzenie służb i komisji bezpośrednio odpowiedzialnych wobec tych, którym służą.
10. Anonimowi Alkoholicy nie zajmują stanowiska wobec problemów spoza ich wspólnoty, ażeby imię AA nie zostało nigdy uwikłane w publiczne polemiki.
11. Nasze oddziaływanie na zewnątrz opiera się na przyciąganiu, a nie na reklamowaniu, musimy zawsze zachowywać osobistą anonimowość wobec prasy, radia i filmu.
12. Anonimowość stanowi duchową podstawę wszystkich naszych Tradycji, przypominając nam zawsze o pierwszeństwie zasad przed osobistymi ambicjami.

## Znaczenie niektórych określeń używanych w AA

### Program HALT
Program HALT jest w zasadzie zaleceniem, ograniczającym prawdopodobieństwo sięgnięcia po pierwszy kieliszek. Jego nazwa to skrótowiec, utworzony od angielskich słów: Hungry, Angry, Lonely, Tired, czyli: głodny, rozgniewany, samotny i zmęczony. Zaleceniem jest niedopuszczenie do stanu, w którym oddziałują te czynniki, uważane w AA za sprzyjające powrotowi do picia.

### Sponsorowanie
Sponsorowanie w AA nie jest pojęciem związanym ze sferą finansową. Sponsoring indywidualny polega na objęciu opieką alkoholika ze stosunkowo krótkim stażem trzeźwości przez alkoholika o długim stażu, zaawansowanego już w programie 12 kroków AA. Chodzi głównie o dzielenie się doświadczeniem, siłą i nadzieją, wsparcie duchowe i dawanie przykładów radzenia sobie przez sponsora z sytuacjami podobnymi do tych, jakie przeżywa jego podopieczny.
Obok sponsorowania indywidualnego istnieje w AA także sponsorowanie grupa-grupie czy też kraj-krajowi, również polegający głównie na dzieleniu się doświadczeniami, ale także np. pomoc w wydawaniu literatury.

### Program jednego dnia (24 godziny)
Program jednego dnia (ang. one day at a time, dosł. jeden dzień naraz), zwany też „Oazą spokoju”, polega na skupieniu uwagi na aktualnych problemach i zdarzeniach, mający na celu ochronę przed użalaniem się i rozpamiętywaniem przeszłości albo uciekaniem w nierealistyczne marzenia o przyszłości. Jest on realizowany przez ludzi uzależnionych nie tylko od alkoholu, ale też od innych substancji psychoaktywnych. Alkoholik nie jest w stanie zagwarantować, że utrzyma abstynencję do końca życia, ale jeden dzień, 24 godziny – tak. I tylko tyle niepijący alkoholicy wymagają od samych siebie. Program jest również używany podczas leczenia innych uzależnień niż od alkoholu.

### Anonimowość
W odniesieniu do kontaktów zewnętrznych: nieujawnianie personaliów i wizerunku w kontaktach z mediami. Wewnątrz wspólnoty – rezygnacja z prowadzenia list członków, obecności itp. oraz powoływania się na pozycję społeczną, wykształcenie itp. podczas dyskusji nad stosowaniem programu podczas spotkania.

## Literatura wspólnoty
Publikacja Anonimowych Alkoholików, czyli „Wielkiej Księgi” – relacji ze sposobu zachowywania  trzeźwości przez około 100 uczestników bezimiennego jeszcze wtedy ruchu dała początek własnym tekstom. Są to pozycje książkowe, broszury, kasety wideo oraz czasopisma.
| Książki - Anonimowi Alkoholicy - 12 kroków i 12 tradycji - Życie w trzeźwości - Uwierzyliśmy - Anonimowi Alkoholicy wkraczają w dojrzałość - Jak to widzi Bill - Przekaż dalej - Codzienne refleksje - Więzień do więźnia - Doktor Bob i dobrzy weterani - Język serca | Czasopisma - „Zdrój” - "Wisła" - „Karlik” - „Mityng” - „Warta” - „Gryf”(obecnie nie ukazuje się) |